# Помощник мясника
«Помощник мясника» (англ. The Butcher Boy) — короткометражная немая комедия с участием троицы комических актёров: популярного в тот период Роско Арбакля, племянника Арбакла, игравшего во многих работах дяди Эла Сент-Джона и впервые появляющегося на экране в небольшой роли, впоследствии великого комика Бастера Китона.

## Сюжет
В фильме рассказывается о соперничестве между толстым (Фатти — актёр Роско Арбакл) и тонким (Слим — актёр Эл Сент-Джон) за любовь хорошенькой Аманды, дочери владельца сельского магазина.
В первой части этой короткометражной комедии действие начинает развиваться в магазинчике, где Фатти, являясь продавцом мясного отдела, делает поистине жонглёрские номера, разделывая мясо и фасуя сосиски. Так же ловко и быстро он обслуживает заходящих клиентов, иногда бывая с ними несколько груб, но впрочем, никто не в обиде. Одним из клиентов Фатти был Малек (первая роль в кино Бастера Китона), зашедший купить патоку, и здесь разыграно несколько смешных эпизодов, когда Малек нет-нет, да и прилипает к этой самой патоке. Когда Фатти начинает флиртовать с хорошенькой Амандой, ревнивый старший продавец Слим вступает с ним в перебранку. После непрекращающихся ссор своих работников и из-за ущерба причинённого магазину, хозяин лавки Груш («Брюзга») вынужден отправить свою дочь Аманду с глаз долой в пансион.
Во второй части фильма Фатти, желая проникнуть к любимой Аманде переодевается в женское платье и выдавая себя за девушку записывается в девичий пансион. Ничего не зная о планах своего соперника, Слим проделывает то же самое. Так, встретившись внутри пансиона две ряженых «девушки» устраивают настоящий переполох, опять сцепившись друг с другом. Победителем конечно же становится Фатти и под конец киноленты он предлагает Аманде пожениться.

## В ролях
- Роско Арбакл — Толстяк (Фатти)
- Эл Сент-Джон — Слим, старший продавец
- Бастер Китон — Малек, покупатель
- Жозефина Стивенс — Аманда
- Артур Эрл — Груш — «Брюзга», отец Аманды и хозяин магазина
- Джо Бордо — сообщник
- Чарльз Дадли — (в титрах не указан)
- Элис Лэйк — (в титрах не указана)
- Аньес Нильсон — мисс Тичем, училка (в титрах не указана)

## Создание фильма
Как и все короткометражки Арбакля / Китона 1917-1918 годов фильм снимался без какого бы то ни было готового сценария. Арбакл со своей командой просто арендовал помещение для съёмки, и всё придумывалось и импровизировалось по ходу процесса, пока Арбакл не был удовлетворён заснятым. А указанные в титрах фильма сценаристы Арбакл и Роач — это просто те из группы, кто внёс наибольшее количество предложений и идей в ходе съёмок.
Бастер Китон, чья работа в сценических водевилях понравилась Арбаклу, был просто приглашён посмотреть на съёмки, но по ходу процесса был вовлечён в постановку на импровизации. Так состоялся его кинодебют и завязалась многолетняя дружба Китона с Арбаклом и его племянником Элом Сент-Джоном. Вместе они поработают ещё не раз. Китон будет одним из немногих, кто во время знаменитого судебного процесса 1922 года над Арбаклом, и после него, поддержит опального актёра.